# 朱塞佩·达尔特鲁伊
朱塞佩·达尔特鲁伊（義大利語：Giuseppe D'Altrui，1934年4月7日—2024年2月26日），意大利前男子水球运动员。他曾代表意大利国家队参加1956年、1960年和1964年夏季奥林匹克运动会水球比赛，其中1960年奥运会获得金牌。